# Чувашский шрифт Брайля
Чувашский шрифт Брайля — разновидность шрифта Брайля для чувашского языка, созданная на основе русского шрифта Брайля с дополнительными комбинациями точек, соответствующими некоторым буквам чувашского алфавита.

## Алфавит
От русского шрифта Брайля чувашский отличается наличием комбинаций, соответствующих буквам ӑ, ӗ, ҫ, ӳ. Эти комбинации не имеют никакого отношения к уникальным буквам других кириллических алфавитов, несмотря на возможные совпадения, а также не соответствуют полностью международной латинице.

А
Ӑ
Б
В
Г
Д
Е
Ё
Ӗ
Ж
З
И
Й
К
Л
М
Н
О
П
Р
С
Ҫ
Т
У
Ӳ
Ф
Х
Ц
Ч
Ш
Щ
Ъ
Ы
Ь
Э
Ю
Я

| Braille | Символ | Braille | Символ |
| ------- | ------ | ------- | ------ |
| ⠁       | А 1    | ⠗       | Р      |
| ⠽       | Ӑ      | ⠎       | С      |
| ⠃       | Б 2    | ⠣       | Ҫ      |
| ⠺       | В      | ⠞       | Т      |
| ⠛       | Г 7    | ⠥       | У      |
| ⠙       | Д 4    | ⠬       | Ӳ      |
| ⠑       | Е 5    | ⠋       | Ф 6    |
| ⠡       | Ё      | ⠓       | Х 8    |
| ⠜       | Ӗ      | ⠉       | Ц 3    |
| ⠚       | Ж 0    | ⠟       | Ч      |
| ⠵       | З      | ⠱       | Ш      |
| ⠊       | И 9    | ⠭       | Щ      |
| ⠯       | Й      | ⠷       | Ъ      |
| ⠅       | К      | ⠮       | Ы      |
| ⠇       | Л      | ⠾       | Ь      |
| ⠍       | М      | ⠪       | Э      |
| ⠝       | Н      | ⠳       | Ю      |
| ⠕       | О      | ⠫       | Я      |
| ⠏       | П      |         | Пробел |

## Пунктуация

.
!
«
»
(
)
,
?

## Шрифт

Заглавная буква
Цифра
Курсив